# Friedrichshain
Friedrichshain är en stadsdel i centrala Berlin, Tyskland, som tillhör stadsdelsområdet Friedrichshain-Kreuzberg.  Stadsdelen har 137 305 invånare (2021).
Friedrichshain är en tidigare arbetarstadsdel i Berlins innerstad, öster om stadsdelen Mitte och Alexanderplatz. Stadsdelen är idag känd som studentkvarter, en levande musik- och barscen med internationellt kända klubbar som Berghain och Matrix, och ett viktigt centrum för Berlins vänster- och alternativrörelser. 
Friedrichshain avgränsas i söder av floden Spree och genomkorsas i nordvästlig-sydöstlig riktning av den breda boulevarden Karl-Marx-Allee, planerad som paradgata under DDR-epoken, som vid Frankfurter Tor övergår i Frankfurter Allee. Stadsdelen sträcker sig i öster till halvön Stralau och Berlins ringbana.

## Historia

### Områdets framväxt och historia fram till 1945
Friedrichshain bildades genom en utvidgning av den äldre förstaden Stralauer Vorstadt som låg öster om dagens Alexanderplatz på 1700-talet.  Av den tidigaste bebyggelsen är i stort sett inget bevarat på grund av nybyggnationer och andra världskrigets bombningar.   Det nuvarande Friedrichshain låg under 1800-talet och fram till 1920 på båda sidor om Berlins stadsgräns som låg strax väster om dagens Frankfurter Tor och Oberbaumbrücke.  Omkring mitten av 1800-talet bebyggdes området fram till stadsgränsen vid tullmuren.  Utanför stadsgränsen växte ytterligare stadsdelar upp, som del av den täta ring av hyreskaserner med arbetarbostäder som vid denna tid byggdes omkring den snabbt växande huvudstaden Berlin, den så kallade Wilhelminischer Ring.  Till dessa hörde bland andra Samariterviertel och Boxhagen.  Först i samband med den administrativa reformen 1920, då Berlins stadsgränser utvidgades, slogs dessa områden administrativt ihop till området Friedrichshain, som döptes efter Berlins första kommunala park, Volkspark Friedrichshain.
Under Weimarrepubliken var området känt som arbetarstadsdel och ett fäste för Berlins socialdemokrater och kommunister.  SA-medlemmen Horst Wessel mördades i samband med gatustrider i Friedrichshain mellan socialister och nazister 1930, och efter nazisternas maktövertagande fick stadsdelen mellan 1933 och 1945 till hans minne bära namnet Horst-Wessel-Stadt.
Friedrichshain drabbades svårt av bombningar under andra världskriget och många kvarter, i synnerhet i västra delen av stadsdelen, förstördes helt under kriget.

### DDR-epoken 1945-1990

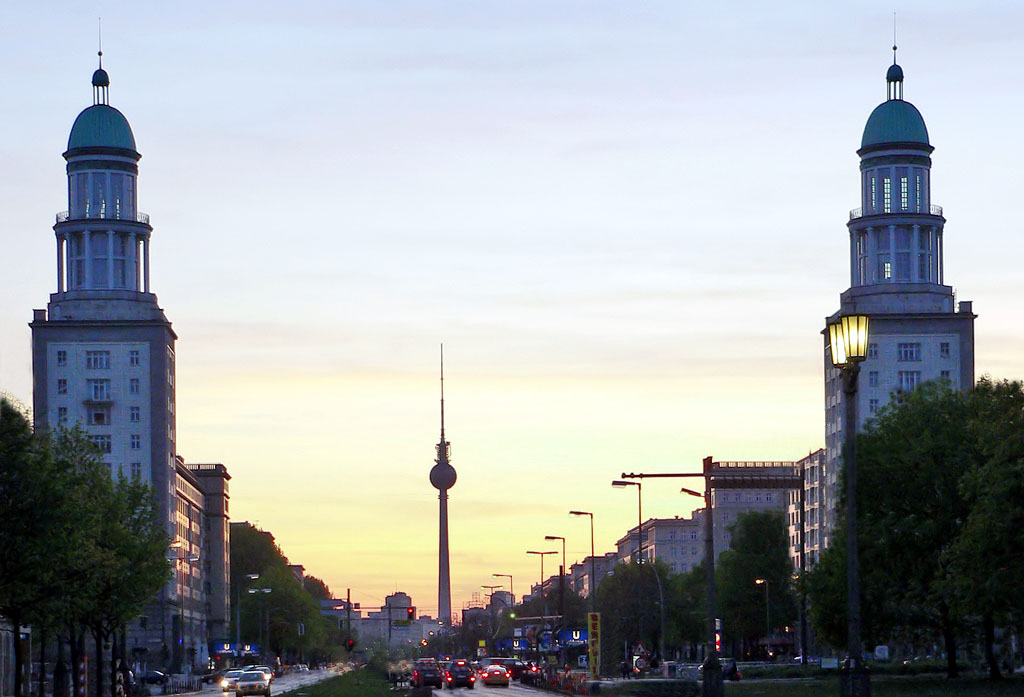
Höghus vid Frankfurter Tor på Karl-Marx-Allee

Friedrichshain låg i den sovjetiska ockupationssektorn efter 1945, och mellan 1949 och 1990 var Friedrichshain en central stadsdel i Östberlin. Från slutet av 1940-talet började man i norra Friedrichshain anlägga paradgatan Karl-Marx-Allee, som hette Stalinallee fram till 1961, som en del av återuppbyggnadsprogrammet i Berlin. Området bebyggdes i socialistisk nyklassicistisk stil.  I södra Friedrichshain, omkring järnvägsspåren österut och nuvarande Ostbahnhof, låg Östberlins logistikcentrum, med många lager och industrier, och stadsdelen behöll även under denna tid sin karaktär som arbetarstadsdel.

### Sedan Tysklands återförening

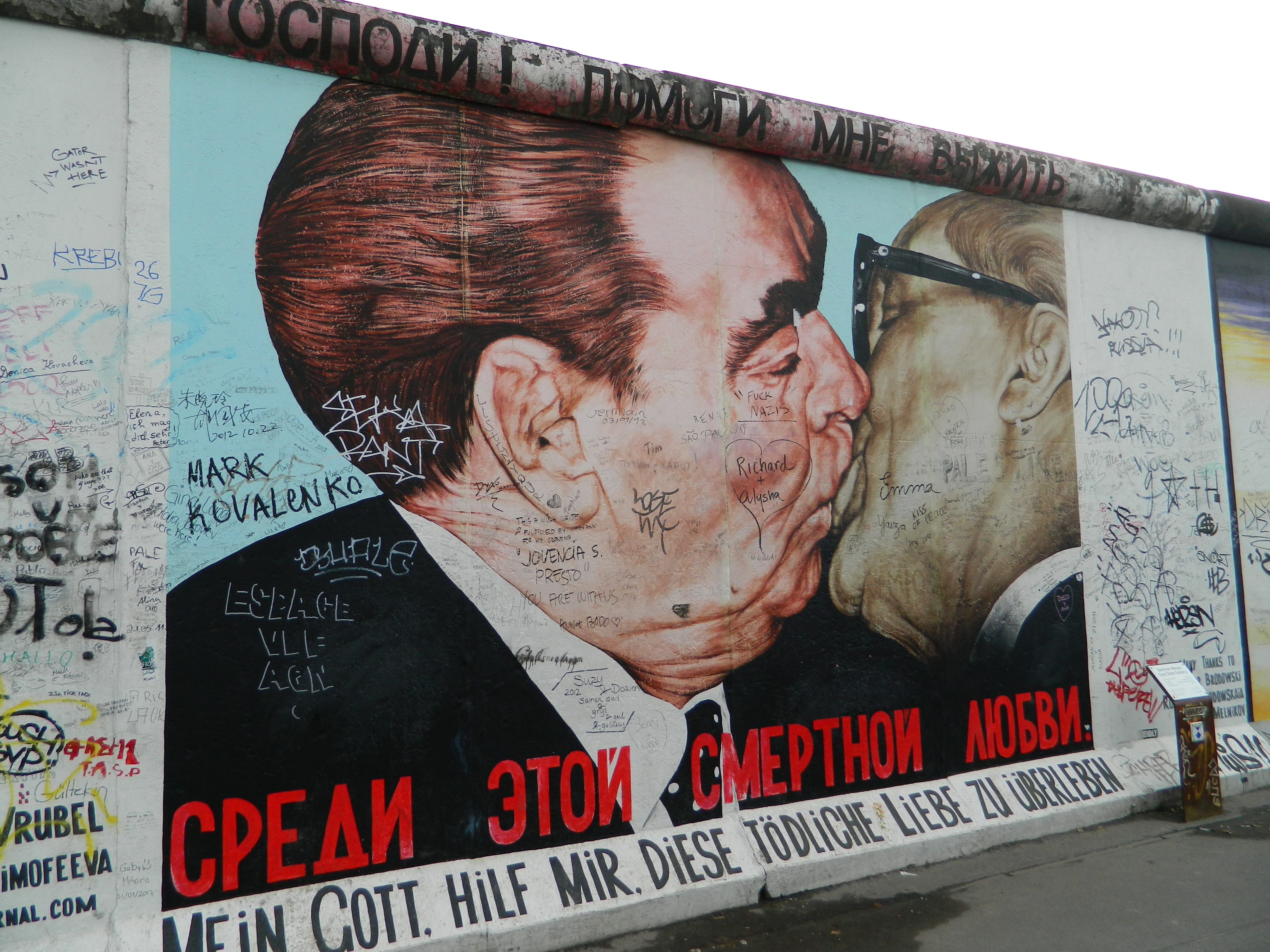
East Side Gallery

I samband med Tysklands återförening 1990 skedde flera uppmärksammade husockupationer i området, i synnerhet omkring Mainzer Strasse.  De ockuperade husen utrymdes under våldsamma sammanstötningar mellan demonstranter och poliser, och händelserna ledde till att den rödgröna regeringskoalitionen i Berlins senat under Berlins regerande borgmästare Walter Mompel tvingades avgå.
Sedan slutet av 1990-talet pågår en gentrifieringsprocess i området, framförallt centrerad omkring Simon-Dach-Strasse och Boxhagener Platz, som orsakat protester mot modernisering och nyetableringar i området.  Det omfattande nattlivet och barverksamheten i området är också en källa till konflikter med boende. Sedan 2001 är stadsdelen administrativt sammanslagen med stadsdelen Kreuzberg till stadsdelsområdet Friedrichshain-Kreuzberg. 

## Kända gator och kvarter

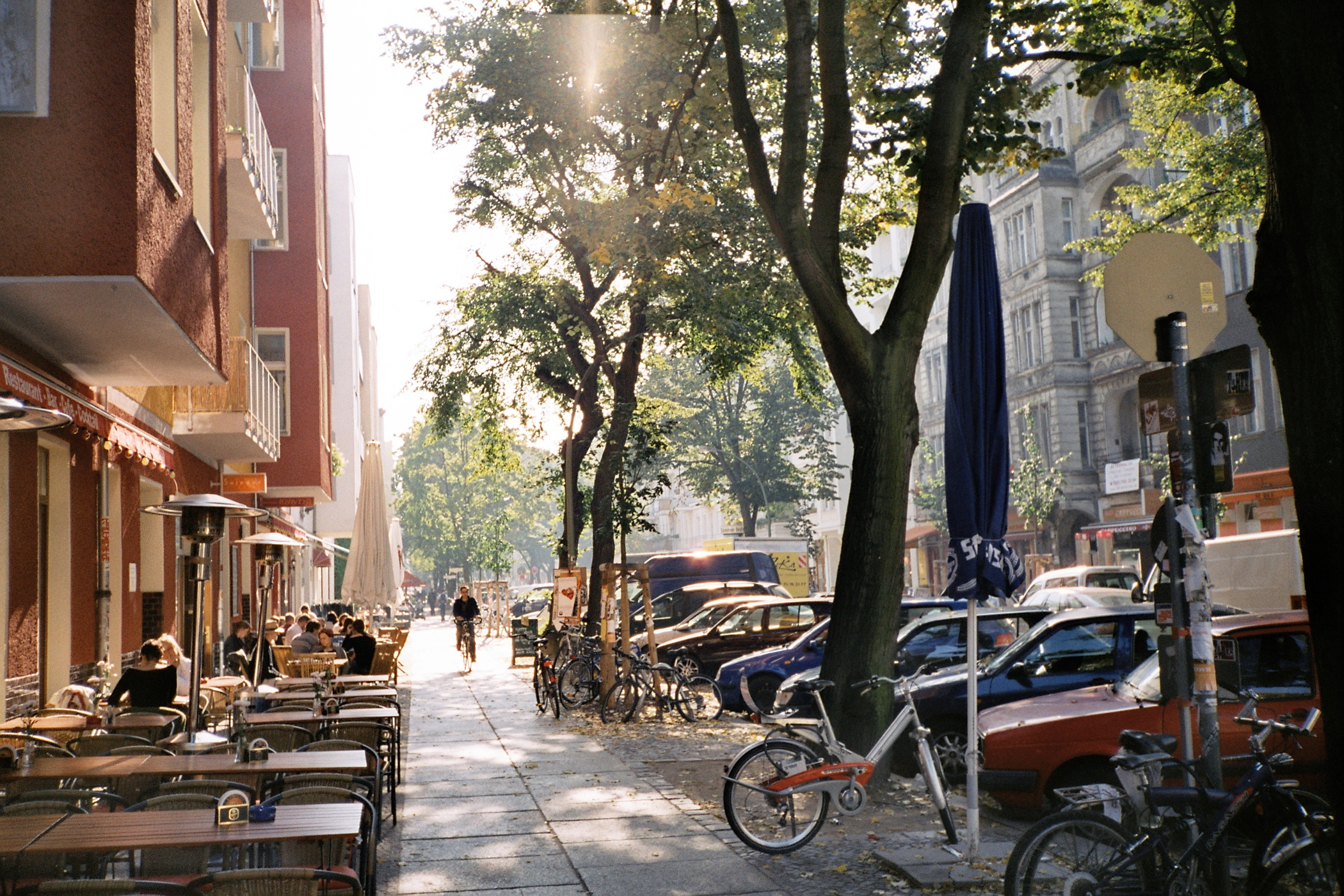
Simon-Dach-Strasse

- Boxhagener Platz, känd från filmen med samma namn.
- Karl-Marx-Allee, paradgata från DDR-epoken ursprungligen kallad Stalin-Allee, kantad med nyklassicistiska bostadshus i monumentalstil, mestadels uppförda under 1940- och 1950-talen.
- Mediaspree är ett projekt för att skapa en medieindustristadsdel utefter floden Spree.  Idag har bland annat MTV och Universal Music sina tyska högkvarter i Friedrichshain samt Amazon som har sitt huvudkontor i skrapan Edge East Side Tower.
- Samariterviertel, är en historisk benämning på en del av Friedrichshain.
- Simon-Dach-Straße, gata med livligt restaurangliv. Här ligger bland annat Astrobar med science fiction-tema.

## Kända byggnader och sevärdheter

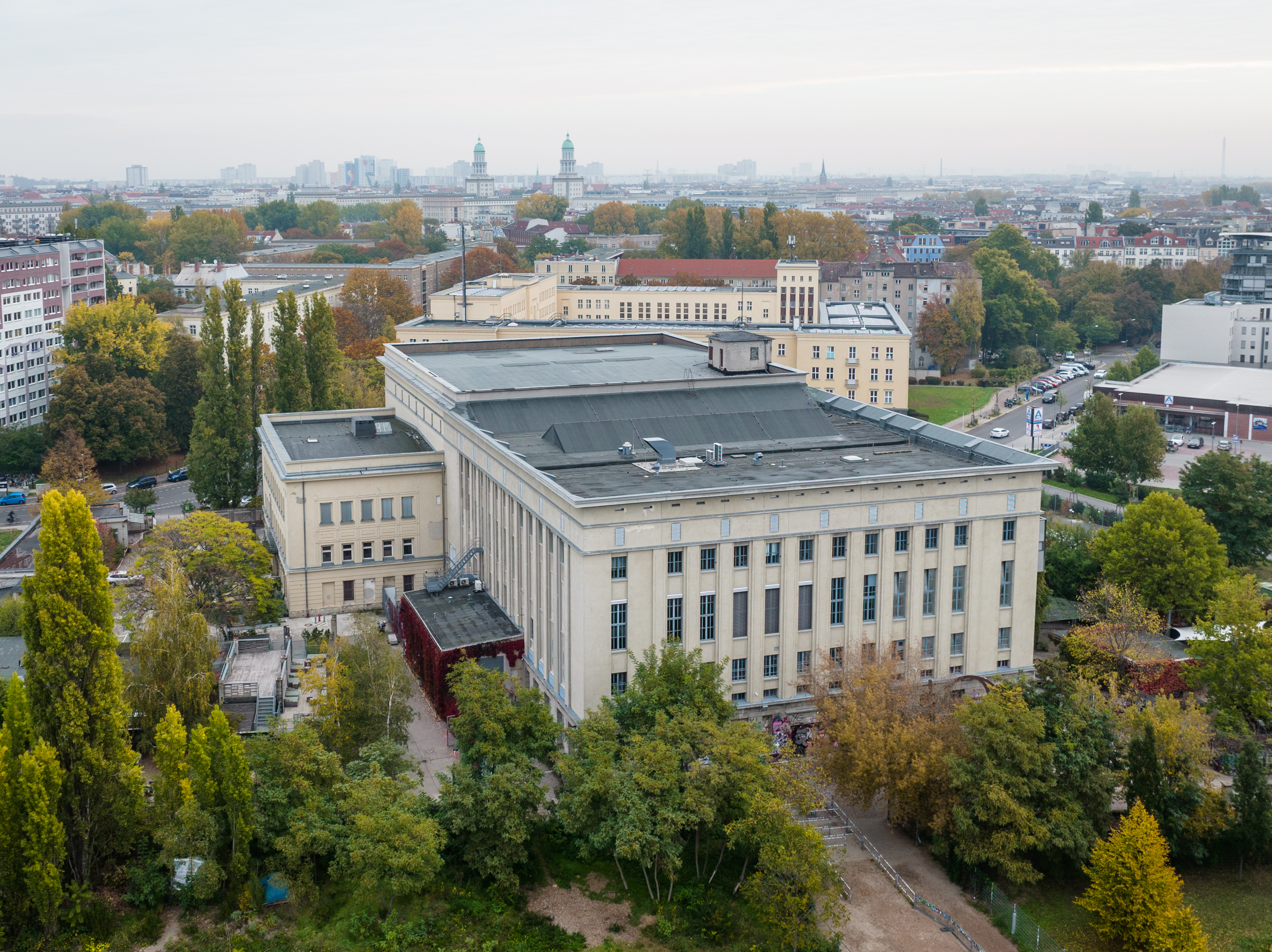
Technoklubben Berghain

- Berghain, känd technoklubb grundad 2004, inrymd i ett tidigare värmeverk från 1950-talet.
- East Side Gallery, en ca 1,3 km lång rest av Berlinmuren, med många graffitimålningar från tiden omedelbart efter murens fall.
- Mercedes-Benz Arena, inomhussport- och evenemangsarena.  Hemmaarena för Eisbären Berlin och Alba Berlin.
- Warschauer Strasse, stor knutpunkt för pendeltåg, tunnelbana och spårvagn.
- Berlin Ostbahnhof, tidigare kallad Berlin Hauptbahnhof, Berlins östra station och tidigare centralstationen i Östberlin.
- Berlin Ostkreuz, den östra knutpunkten för Berlins pendeltåg och Berlins 3:e största station efter Hauptbahnhof och Friedrichstrasse; omkring 250 000 passagerare byter tåg vid Ostkreuz varje dag. (2019)
- Volkspark Friedrichshain, Berlins första kommunala park, anlagd 1846.  Idag ett stort rekreationsområde i norra delen av Friedrichshain.
- East Side Mall, affärsgalleria.
- Matrix, stor nattklubb under Warschauer Strasse tunnelbanestation.

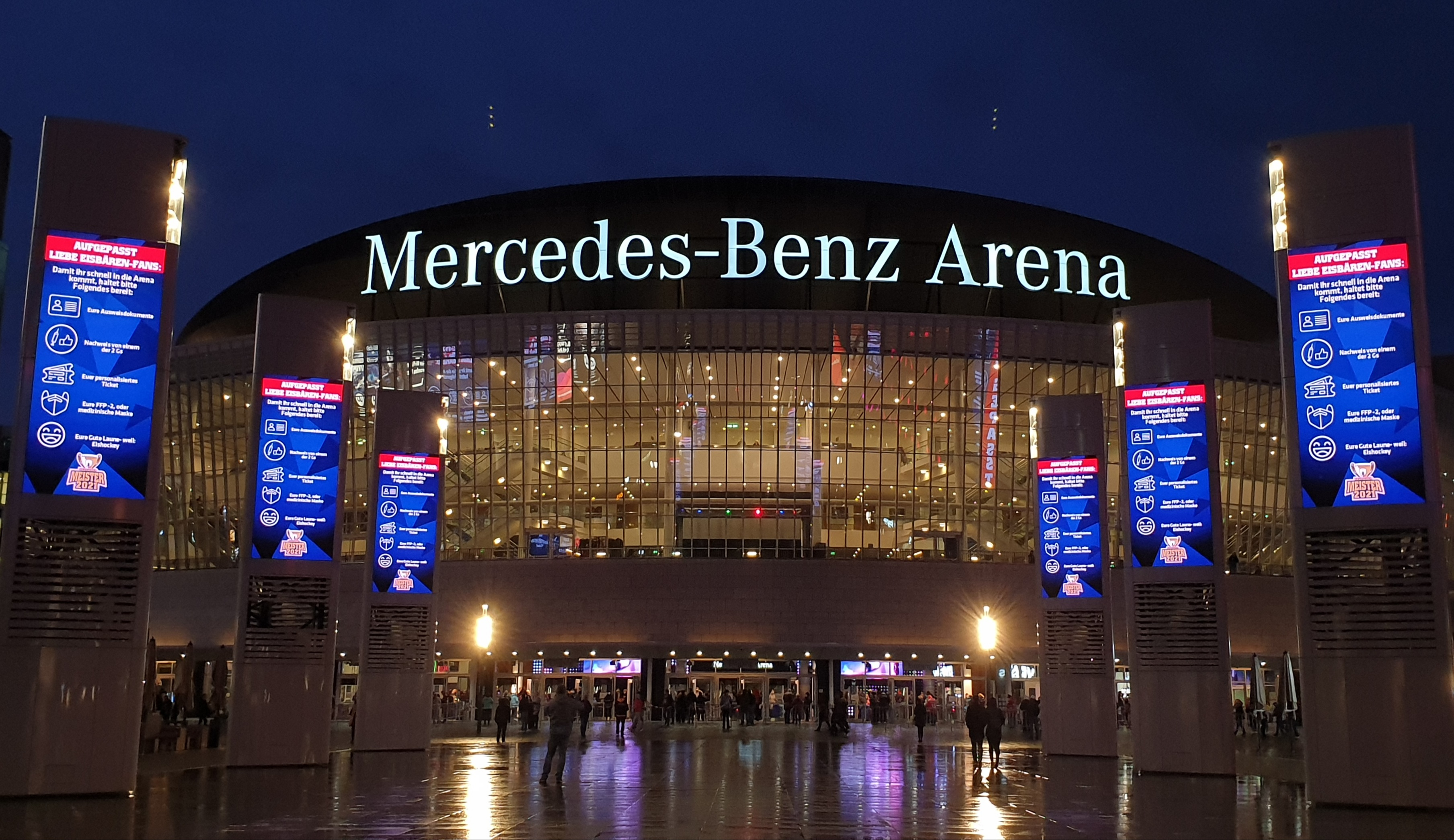
Mercedes-Benz Arena
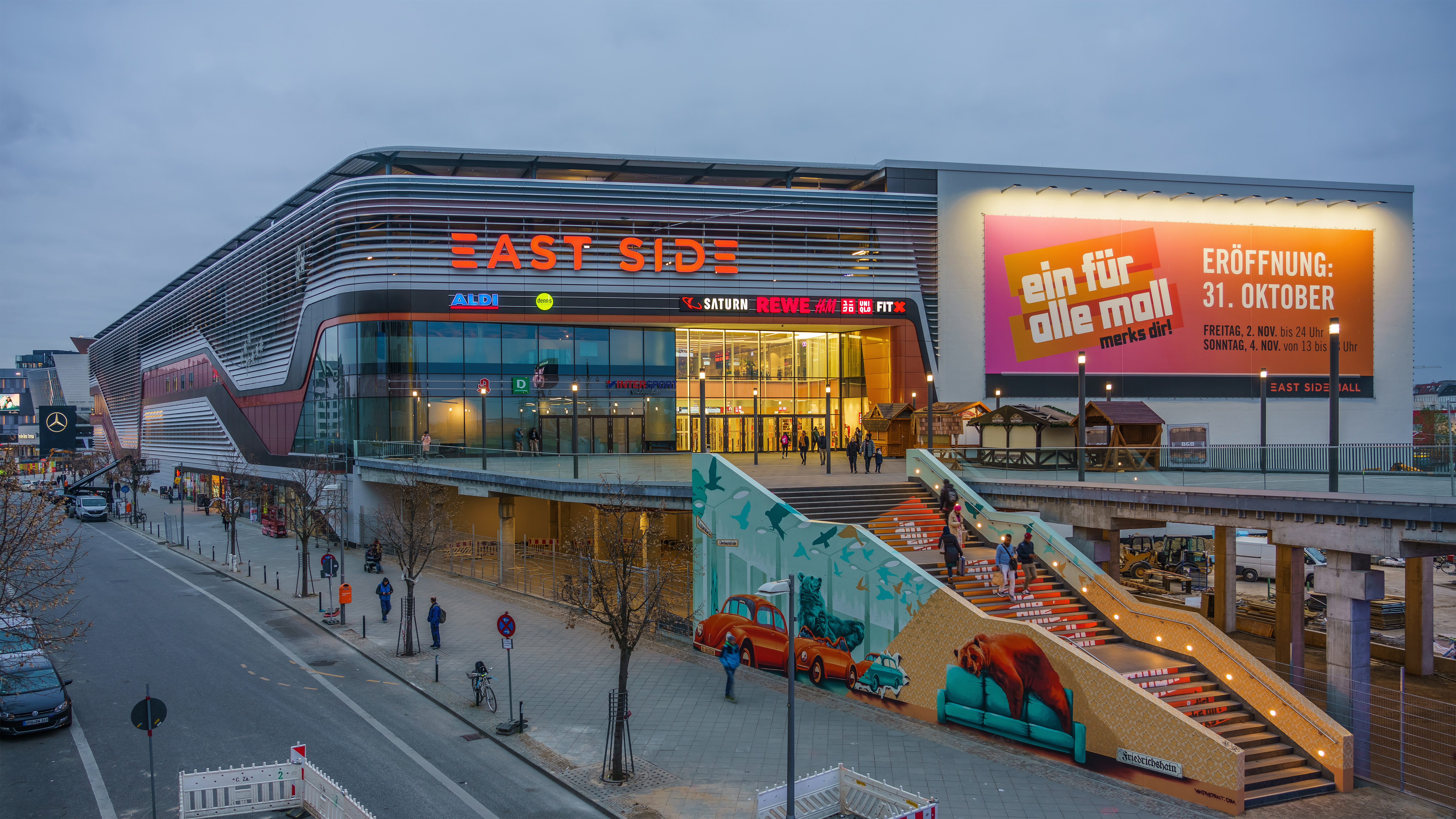
East Side Mall
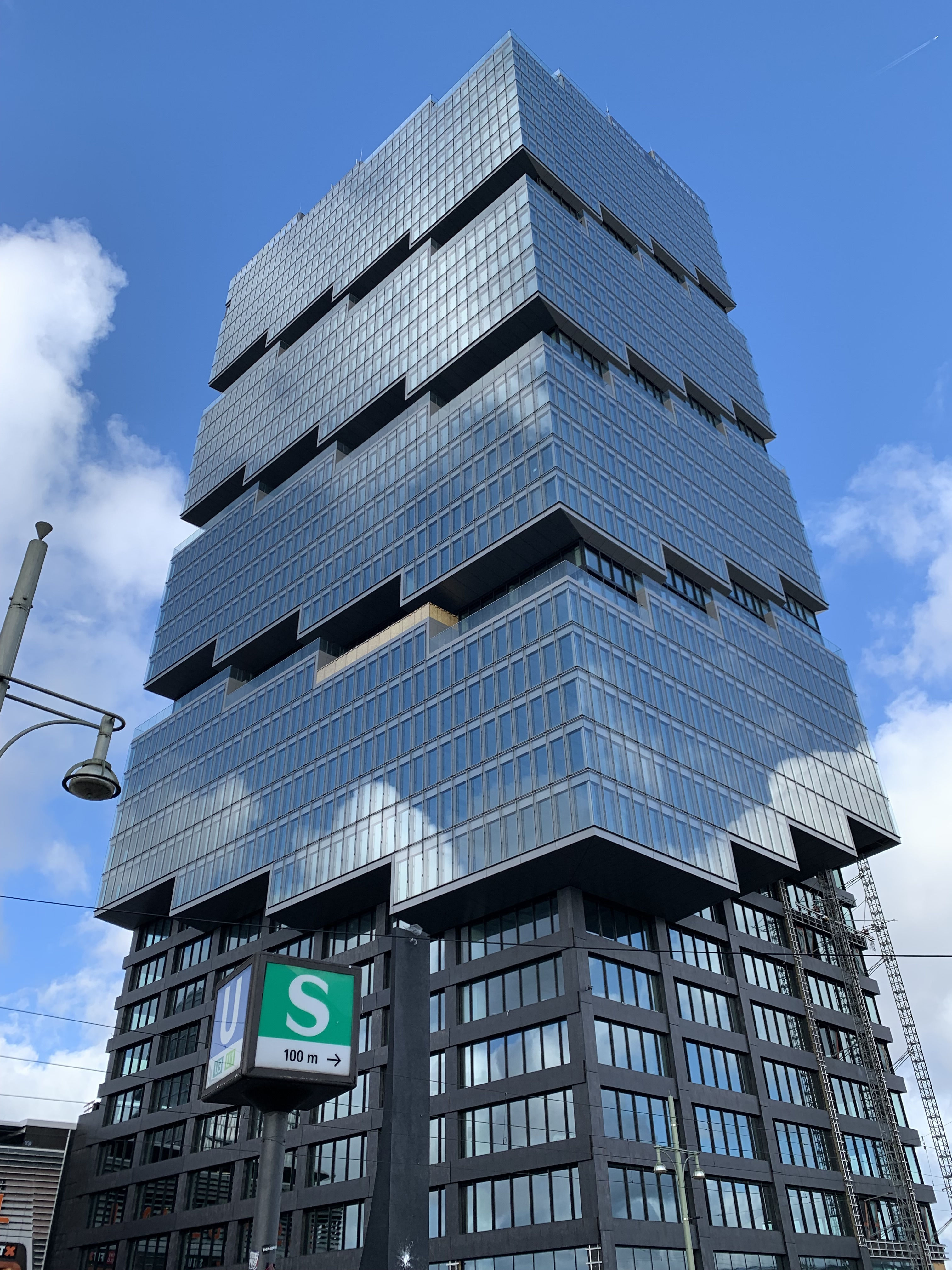
Edge East Side Tower med Amazons huvudkontor
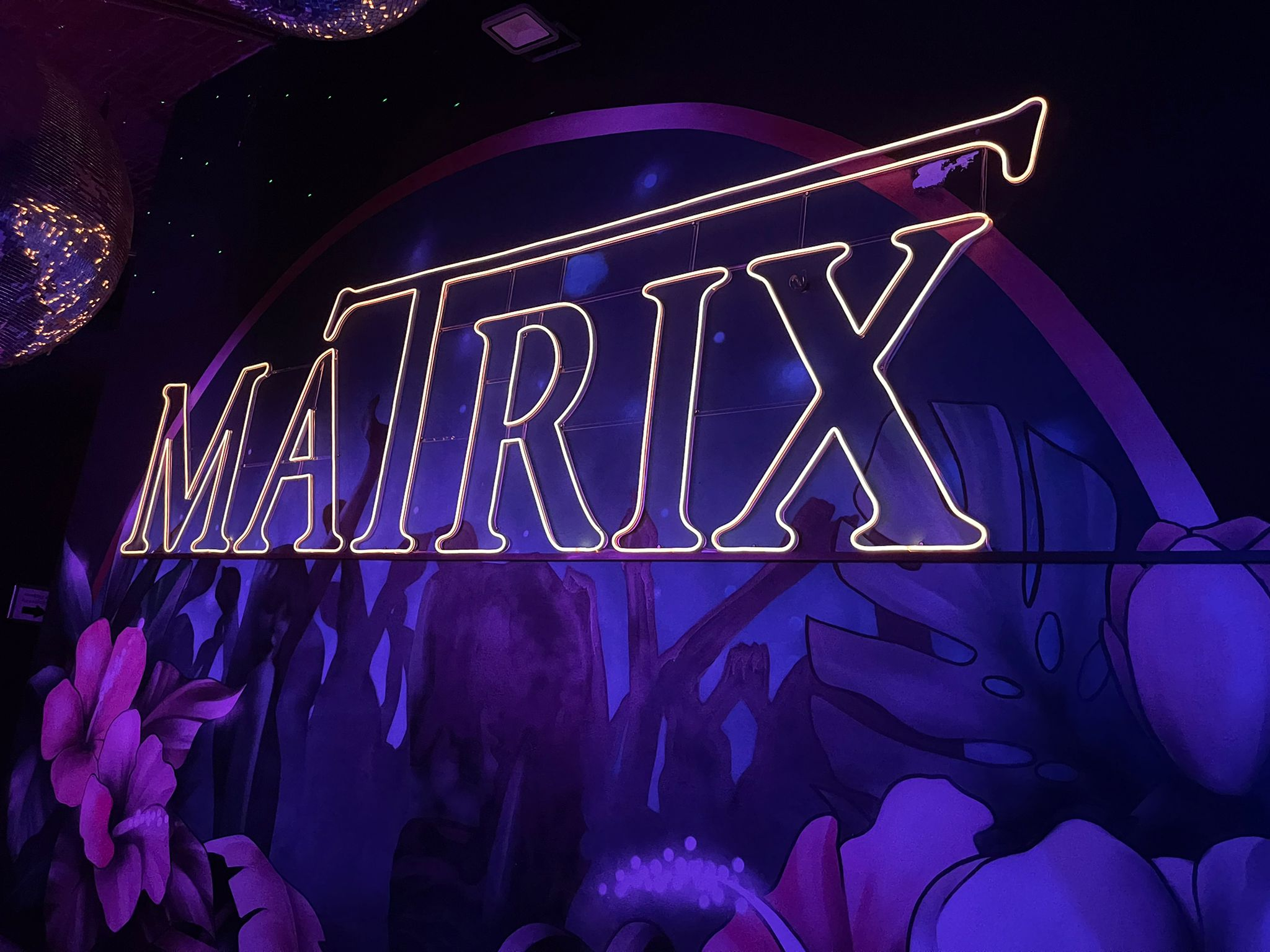
Matrix
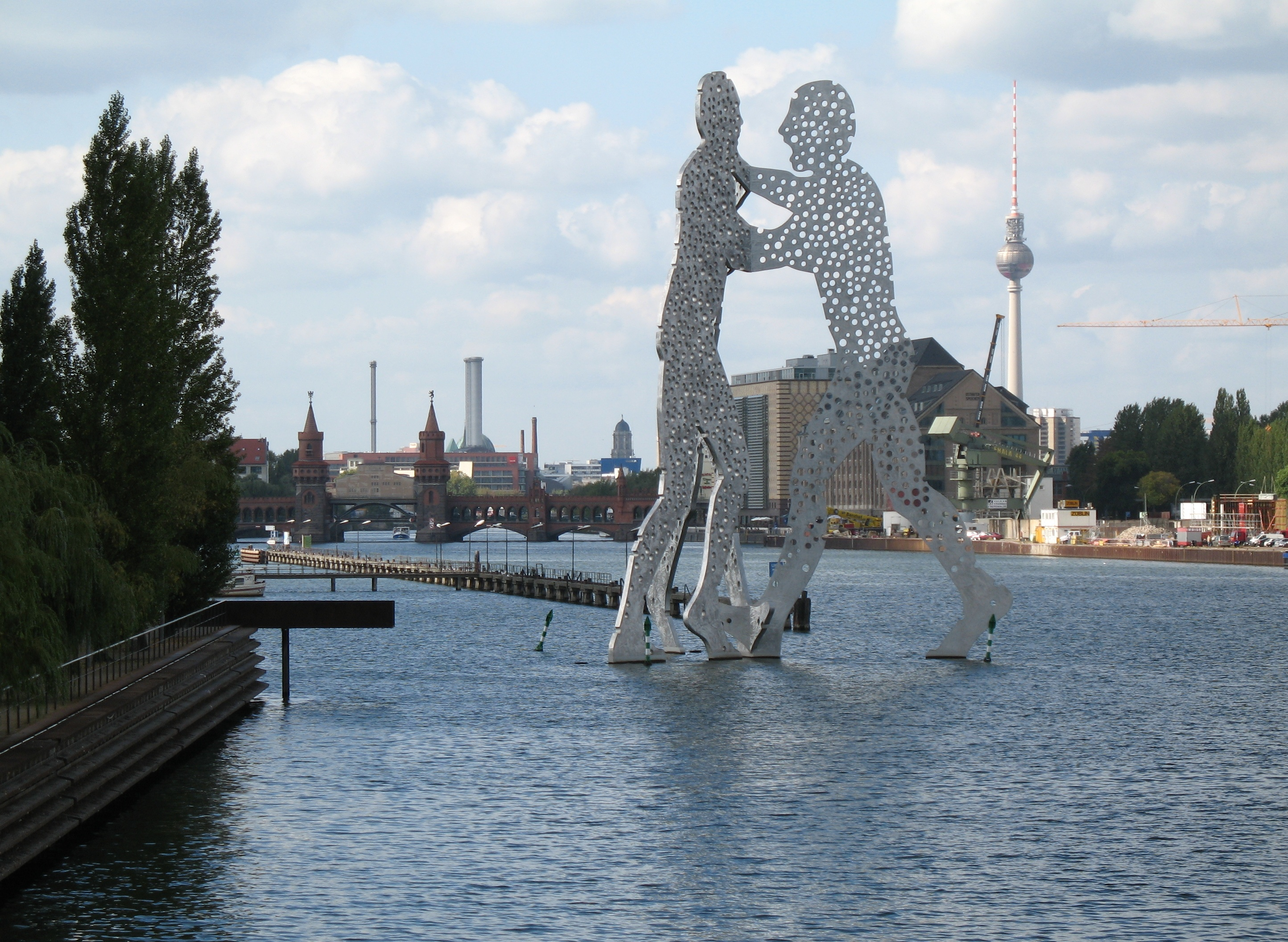
Molecule Men
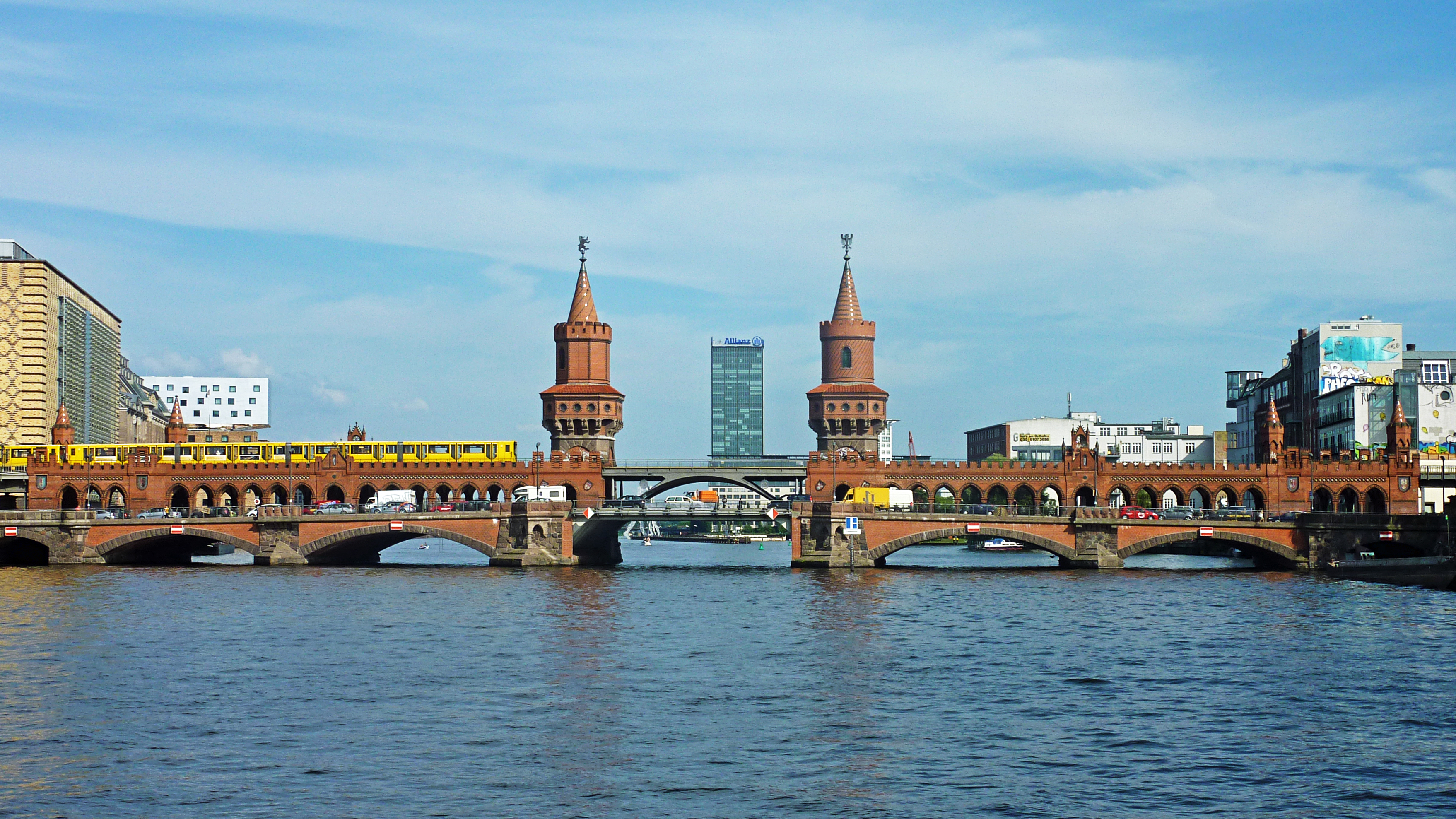
Oberbaumbrücke
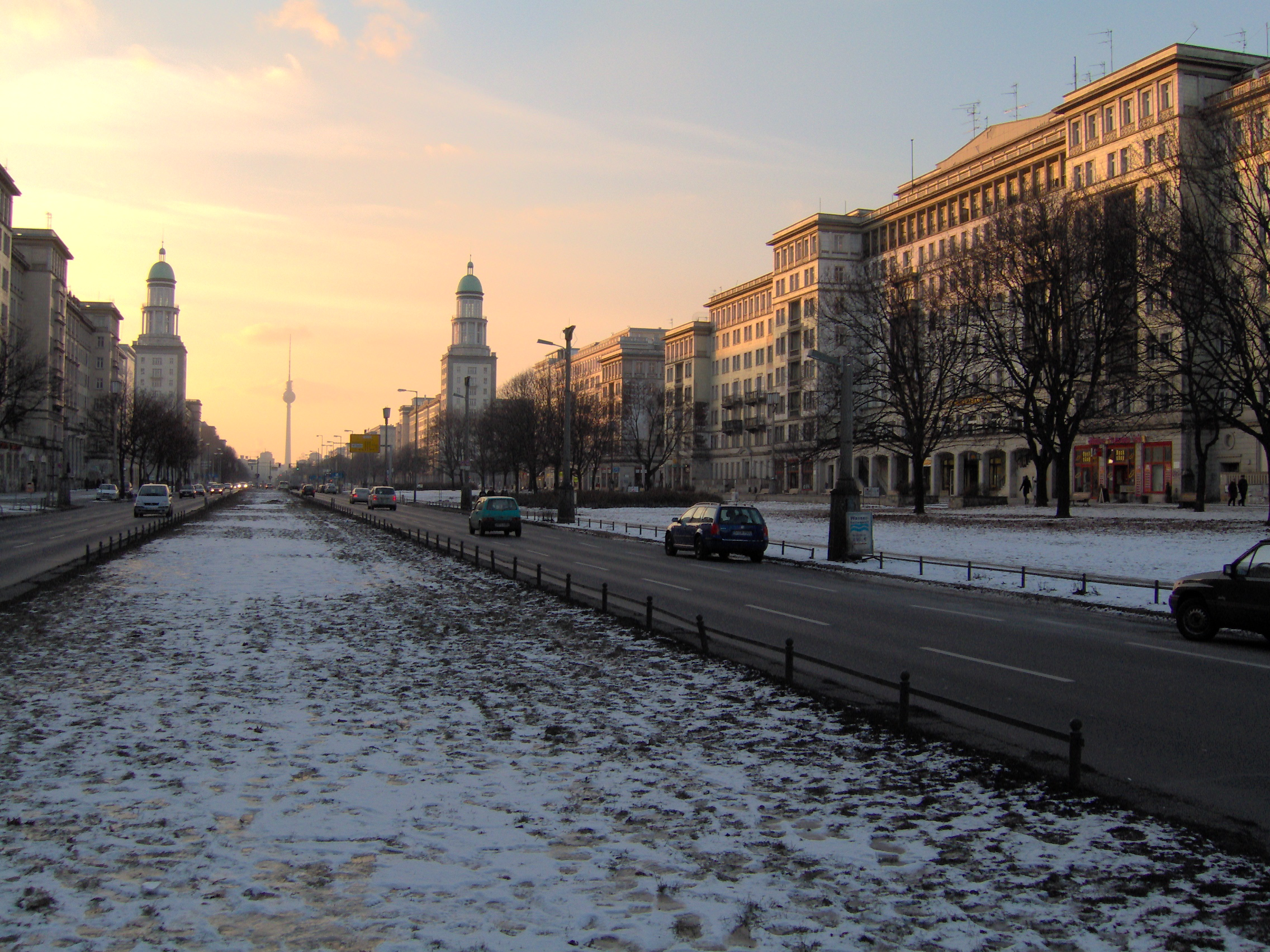
Frankfurter Allee
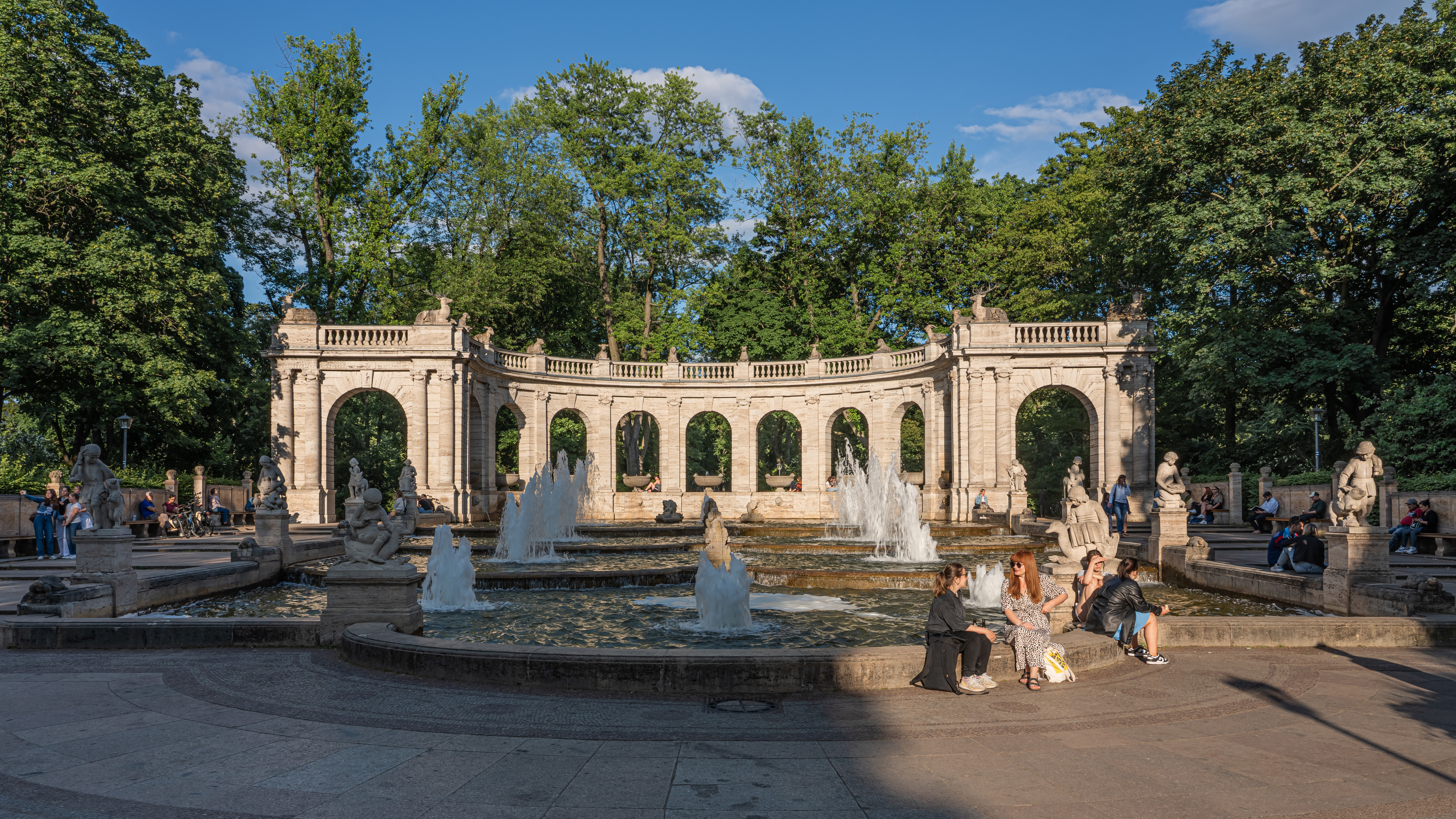
Volkspark Friedrichshain